# Lucas Moreira Neves
Lucas Moreira Neves, né le 16 septembre 1925 à São João del-Rei au Brésil et mort le 8 septembre 2002, est un cardinal brésilien, dominicain et préfet de la Congrégation pour les évêques de 1998 à 2000.

## Biographie

### Prêtre
Lucas Moreira Neves fait sa profession solennelle dans l'Ordre des Prêcheurs (dominicains) le 7 mars 1945 et il arrive en France pour étudier à l'école théologique de Saint Maximin. Il est ordonné prêtre le 9 juillet 1950.

### Évêque
Nommé évêque auxiliaire de São Paulo avec le titre d'évêque in partibus de Feradi Maius (de) le 9 juin 1967, il est consacré le 26 août suivant par le cardinal Agnelo Rossi avec comme co-consécrateurs Delfim Ribeiro Guedes (pt) et Alain-Marie du Noday.
Il entre à la Curie romaine sept ans plus tard, le 7 mars 1974, comme vice-président du Conseil pontifical pour les laïcs.
Le 15 octobre 1979, il est nommé secrétaire de la Congrégation pour les évêques et est élevé à la dignité d'archevêque.
Le 9 juillet 1987, il repart au Brésil où il devient archevêque de São Salvador da Bahia. Il assume cette charge pendant 11 ans avant de revenir à Rome le 25 juin 1998 pour présider la Congrégation pour les évêques.
Il se retire le 8 septembre 2000, ayant atteint l'âge de 75 ans.

### Cardinal
Jean-Paul II le crée cardinal lors du consistoire du 28 juin 1988 avec le titre de cardinal-prêtre de Saints-Boniface-et-Alexis (Ss. Bonifacio ed Alessio).
Dix ans plus tard, le 25 juin 1998, il est élevé au rang de cardinal-évêque de Sabina-Poggio Mirteto.

## Succession apostolique
Lucas Moreira Neves a ordonné les évêques suivants :
- Évêque Tarcisio Pisani (it), O.M. (1982)
- Évêque Lino Esterino Garavaglia (it), O.F.M.Cap. (1986)
- Évêque Czesław Stanula (pl), C.SS.R. (1989)
- Archevêque José Antônio Aparecido Tosi Marques (1991)
- Archevêque José Carlos Melo (pt), C.M. (1991)
- Évêque André de Witte (1994)
- Évêque Mauro Montagnoli (pt), C.S.S. (1996)
- Évêque Valerio Breda (it), S.D.B. (1997)
- Évêque Gílio Felício (pt) (1998)
- Archevêque Walmor Oliveira de Azevedo (pt) (1998)
- Évêque Pietro Farina (1999)
- Évêque Lucio Angelo Renna (it), O.Carm. (1999)
- Archevêque Domenico Graziani (it) (1999)
- Évêque Lino Fumagalli (it) (2000)
- Évêque Antonino Migliore (it) (2000)